# Nursevil Aydınlar
Nursevil Aydınlar o Nursevil Aydınlar Gökbudak (28 de novembre de 1995) és una jugadora de voleibol turca. Va iniciar la seva carrera esportiva a l'escola i, el 2013, la de voleibolista professional al Galatasaray SK, després de ser integrant de la selecció nacional juvenil de Turquia, campiona mundial del 2011. El 2016, en la seva renovació de contracte amb el Galatasaray, va dir: "Pertànyer al Galatasaray és un gran honor i vull servir a aquesta comunitat durant molt de temps".
El 2018 es va casar amb Uğur Gökbudak.